# Monarque noir
Symposiachrus axillaris
Espèce
Statut de conservation UICN

 LC  : Préoccupation mineure
Le Monarque noir (Symposiachrus axillaris, synonyme Monarcha axillaris) est une espèce d'oiseaux de la famille des Monarchidae.

## Répartition
Cet oiseau peuple la chaîne Centrale (Nouvelle-Guinée).

## Habitat
Il habite les forêts subtropicales ou tropicales humides, en plaine ou en montagne.